# Carlos (football)
Pour les articles homonymes, voir Carlos.
Carlos Roberto Gallo, plus connu sous le nom de Carlos, était un footballeur brésilien évoluant au poste de gardien de but, né le 4 mars 1956 à Vinhedo. Il fait partie des trois gardiens sélectionnés dans l'équipe du Brésil lors de trois coupes du monde.

## Biographie

### En club
Carlos évolue au Brésil et en Turquie. Il joue principalement en faveur des clubs de Ponte Preta et des Corinthians.
Il dispute 61 matchs en première division turque.

### En équipe nationale
Carlos reçoit 37 sélections en équipe du Brésil entre 1980 et 1993. 
Il joue son premier match en équipe nationale le 29 juin 1980 contre la Pologne, et son dernier le 21 juin 1993, contre le Chili.
Il participe avec cette équipe à trois coupes du monde, en 1978, 1982 et enfin 1986. Il est titulaire lors de l'édition 1986 qui se déroule au Mexique (cinq matchs joués). Le Brésil est éliminé en quart de finale par l'équipe de France.
Avec la sélection olympique, il participe aux Jeux olympiques d'été de 1976 organisés à Montréal. Il joue cinq matchs lors du tournoi olympique. Le Brésil se classe quatrième de la compétition, derrière l'URSS.

## Palmarès
- Vainqueur des Jeux panaméricains en 1975 avec l'équipe du Brésil
- Vainqueur du Tournoi pré-olympique en 1976 avec l'équipe du Brésil
- Vainqueur de la Coupe Stanley-Rous en 1987 avec l'équipe du Brésil
- Champion de l'État de São Paulo en 1988 avec les SC Corinthians
- Champion de l'État du Minas Gerais en 1991 avec le Guarani FC

## Distinctions personnelles
- « Ballon d'argent brésilien » en 1980 et 1982